# Phormophora spreta
Phormophora spreta är en insektsart som beskrevs av Goding. Phormophora spreta ingår i släktet Phormophora och familjen hornstritar. Inga underarter finns listade i Catalogue of Life.